# Viticoltura in Bhutan
La viticoltura in Bhutan è un settore emergente che ha suscitato crescente interesse grazie alle sue caratteristiche uniche e al potenziale di produzione vinicola in un territorio tradizionalmente non associato alla viticoltura. Nonostante il Bhutan sia storicamente un paese che importa vino, negli ultimi anni sono nate iniziative locali volte a produrre vino specialmente nella regione del Paro e in altre aree limitrofe.

## Storia
La Bhutan Wine Company (BWC), fondata da Michael Juergens e Ann Cross, è la principale realtà vinicola del Bhutan. L'azienda è nata nel 2016 quando gli imprenditori, affascinati dal potenziale del paese, hanno deciso di piantare i primi vigneti con il supporto del governo bhutanese. Il progetto ha cercato di sfruttare le particolari condizioni geoclimatiche del Bhutan, tra cui le alte altitudini, per creare un tipo di vino unico. Nonostante le difficoltà iniziali, tra cui le sfide logistiche e climatiche, i primi risultati sono stati positivi tanto che attualmente la BWC gestisce diversi vigneti.

## Clima
Il Bhutan presenta un clima montano caratterizzato da ampie variazioni altitudinali. Le altitudini elevate, con terreni che vanno dai 1.500 ai 2.500 metri sul livello del mare, offrono condizioni favorevoli per la viticoltura sperimentale. Le temperature più fresche e l'escursione termica tra giorno e notte favoriscono una maturazione lenta e una concentrazione di aromi nelle uve, un fattore che potrebbe contribuire alla qualità dei vini prodotti. Tuttavia, il clima montano porta anche sfide, come il rischio di gelate precoci e la difficoltà di gestione delle risorse idriche.

## Regioni vitivinicole
La principale area vitivinicola del Bhutan si trova nel Paro, una regione che è stata scelta per i suoi terreni e condizioni climatiche favorevoli alla viticoltura. Qui sono stati impiantati i primi vigneti dove le uve vengono coltivate ad alta quota. Sebbene la viticoltura sia ancora in fase di sperimentazione e limitata a poche zone, la BWC sta cercando di espandere la coltivazione dei vigneti e di sviluppare altre aree idonee.

## Vitigni
Il Bhutan ha intrapreso un esperimento interessante cercando di adattare varietà di uve provenienti da diverse parti del mondo al suo clima unico. Le varietà selezionate includono alcune più comuni in altre regioni vinicole di alta quota, ma ci sono anche esperimenti con vitigni più insoliti. L’obiettivo è quello di determinare quali uve riescono a esprimere al meglio le caratteristiche del terroir bhutanese, con particolare attenzione alla qualità del frutto e all'equilibrio tra acidità e struttura.

## Vini
I primi vini prodotti dalla Bhutan Wine Company sono stati accolti positivamente per la loro espressione varietale pur essendo ancora in fase di sviluppo. La qualità dei vini sembra essere influenzata in modo significativo dalle condizioni particolari del Bhutan, con vini che si distinguono per una buona freschezza e acidità, ma con una struttura che rimane leggera. Nonostante la produzione sia ancora limitata, il potenziale per una crescita futura è alto con la possibilità di sviluppare vini che rispecchiano la singolarità del territorio. L'azienda ha attirato l'interesse internazionale ed è possibile che, con l’espansione della produzione, i vini bhutanesi trovino un posto sui mercati globali.